# سیمون شوارتس-بارت
سیمون شوارتس-بارت (به فرانسوی: Simone Schwarz-Bart) نویسنده قرن بیستم میلادی اهل فرانسه است.